# Cedrela odorata
La cedrela o cedre americà (Cedrela odorata) és una espècie d'arbre de la família de les meliàcies de regions tropicals d'Amèrica. Els seus noms comuns són: cedre acajou, cedre espanyol, cedre de les barbares, cedre de Guyana; en anglès: west indian cedar; en alemany: Jamaica-Zedar; en francès: acajou amer.
Originari d'Amèrica central que es troba de Mèxic a Brasil, el Carib, Perú. És un arbre de repobles tropicals humides i seques. És amenaçat per la fragmentació del seu hàbitat i per a la sobreexplotació com a fusta i llenya.